# Heinzelmännchen
Los Heinzelmännchen son seres fantásticos de la cultura popular alemana, aunque están particularmente ligados a la ciudad de Colonia por un cuento popular. En castellano es frecuente la traducción por gnomos, elfos o duendes. El nombre proviene de Heinz (diminutivo de Heinrich, un nombre y apellido muy comunes en Alemania) y Männchen (diminutivo de Mann, hombre). 
De acuerdo con el cuento popular, los habitantes de Colonia, ciudad conocida por sus carnavales y festividades, podían pasarse el día de fiesta ya que por la noche eran los Heinzelmännchen quienes hacían todo el trabajo duro. Sin embargo, la esposa de un sastre, picada por la curiosidad, esparció guisantes por el suelo para hacerles resbalar y poder verlos. Los Heinzelmännchen se enfadaron tanto que decidieron no volver a trabajar para los coloneses y éstos desde entonces tienen que hacer su propio trabajo. 
Aparte de su pequeñez, tienen características típicas, como el gorro con borla, y son muy trabajadores. Estas características muestran que pertenecen al grupo de los duendes y los enanos. 
En Colonia hay una fuente de los duendecillos que fue construida por los escultores Heinrich Rendard (1868–1926) y su padre Edmund Renard (1830–1905). La construcción de la fuente fue donada por la asociación de embellecimiento de Colonia para el centenario de August Kopisch (1799–1853). Con su poema de los duendecillos, llegó la leyenda original del renano de las siete montañas a Colonia.
La fuente de los duendecillos está muy cerca de la catedral de Colonia enfrente de la cervecería más antigua de Colonia, “Früh”. La base principal de la fuente de los duendecillos es un círculo. Encima de ella hay una escalera en la que está la mujer del sastre con una linterna en la mano. La mujer del sastre ilumina con la linterna a los duendecillos que se están cayendo las escaleras mirándola. Debajo de la mujer en el pilar del centro está escrito en una cinta la sentencia del poema de Kopisch “curiosa era la mujer del sastre”. 
En el lado izquierdo y derecho de la fuente hay un muro de piedra de arena. Este muro está decorado por ocho relieves. Seis de ellos representan los trabajos que realizaban los duendecillos de Colonia. De la izquierda hacia la derecha están representados un carpintero, panadero, carnicero, el dueño de una taberna y al final un sastre. Entre estos relieves hay dos láminas con fragmentos del poema en escritura alemana antigua.
En la parte trasera de la fuente se ve una lechuza sentada sobre un libro que sujeta una lupa en sus garras. La lechuza simboliza inteligencia y sabiduría. El libro hace referencia a la obra literaria de August Kopisch.
- Datos: Q537513
- Multimedia: Heinzelmännchen / Q537513